# انتشارات یوهیکاکو
انتشارات یوهیکاکو (به ژاپنی: 株式会社 有斐閣, Kabushiki-gaisha Yūhikaku) یک شرکت انتشاراتی ژاپنی است که به عنوان ناشر تخصصی در زمینهٔ حقوقی شناخته می‌شود.